# Cor Heeren
Cornelis "Cor" Heeren (5 de dezembro de 1900 — 7 de maio de 1976) foi um ciclista holandês.
Defendeu as cores dos Países Baixos participando na prova individual e por equipes de ciclismo de estrada nos Jogos Olímpicos de Verão de 1924, disputadas na cidade de Paris, França, terminando na décima terceira e sexta posição, respectivamente.